# José Justo Corro
José Justo Corro född omkring 1794 i Guadalajara Jalisco, död 18 december 1864 i Guadalajara. Mexikansk politiker och jurist. President i Mexiko 1836 till 1837.